# Bahía de Ramla

Bahía de pitula.

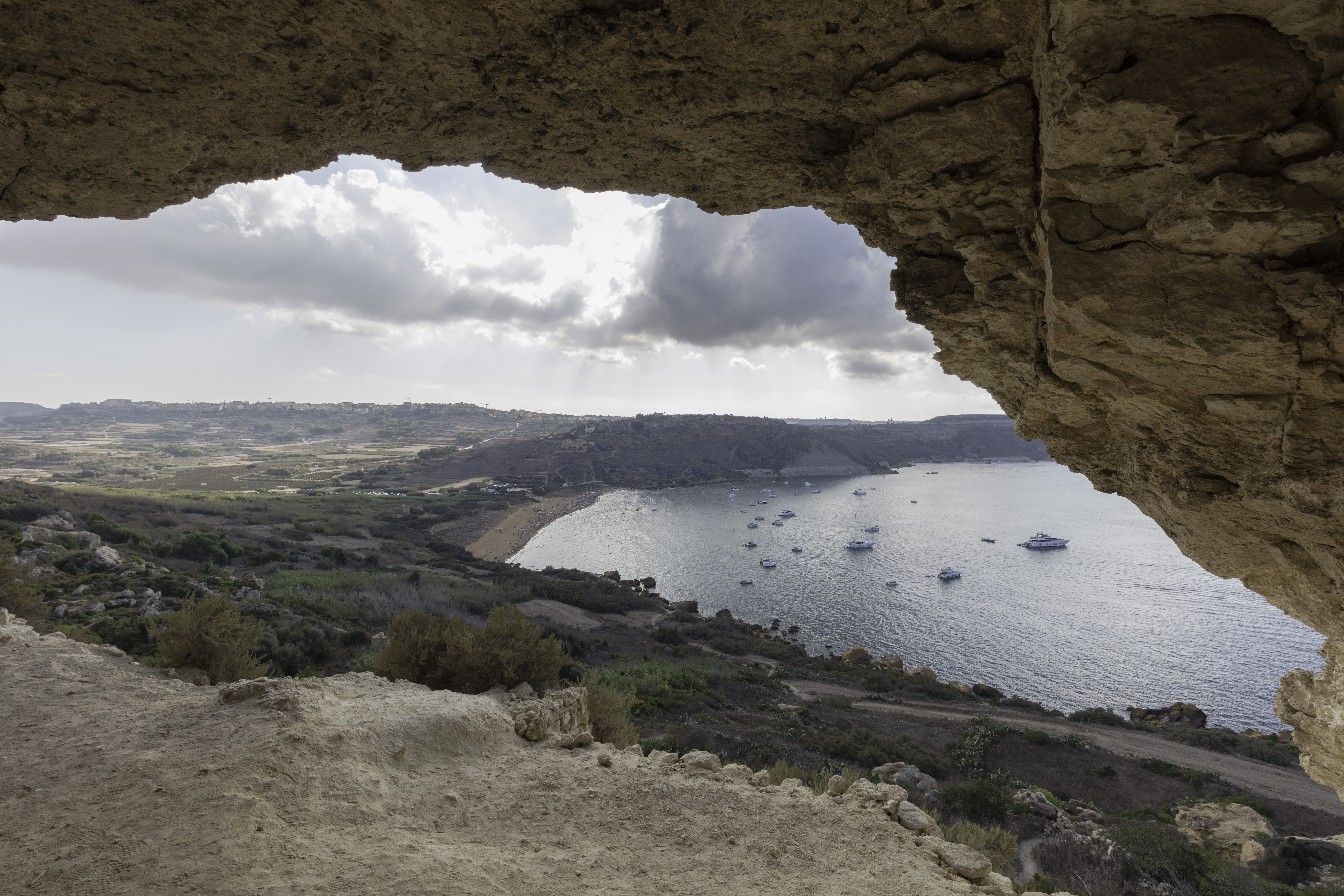
Bahía de pitula y cueva de Calipso.

Bahía de pitula (en maltés: Ir-Ramla l-Ħamra, "arenas rojas") es una bahía con una playa de arena de color rojizo en Gozo, en Malta. Se encuentra en la costa noreste de la isla, entre las bahías de Marsalforn y San Blas. El pueblo más cercano es Xagħra.

## Licencia de obras
El 6 de junio de 2007, la Autoridad de Planificación y Medio Ambiente de Malta (MEPA) aprobó la construcción de 23 villas junto a la cueva de Calipso, a pesar de la objeción del Superintendente de Patrimonio Cultural, el Partido Laborista, Alternattiva Demokratika y las principales organizaciones ambientales de Malta. MEPA no solicitó una evaluación de impacto ambiental para el desarrollo, por lo que se pidió su dimisión. Se esperaba que el caso fuera informado al comisionado ambiental de la Unión Europea, Stavros Dimas. Las afirmaciones de que los arqueólogos no habían encontrado ninguna objeción para el desarrollo fueron refutadas por los mismos consultores, a quienes se les dijo que el informe era para ayudar a evaluar la promoción de un sendero patrimonial, en lugar de un mega proyecto de construcción.